# Presidente Dutra (kommun i Brasilien, Bahia)
Presidente Dutra är en kommun i Brasilien.   Den ligger i delstaten Bahia, i den östra delen av landet, 800 km nordost om huvudstaden Brasília. Antalet invånare är 13 756.
Trakten runt Presidente Dutra består till största delen av jordbruksmark. Runt Presidente Dutra är det ganska glesbefolkat, med 39 invånare per kvadratkilometer.